# Neva Get Enuf
«Neva Get Enuf» — четвёртый сингл американской R&B группы 3LW и второй из их второго и последнего студийного альбома A Girl Can Mack, выпущенный 12 ноября 2002 года. Был записан совместно с Лил Уэйном. Является первым синглом, записанным без участия Нэтари Наутон.

## Список композиций
| №  | Название                      | Длительность |
| -- | ----------------------------- | ------------ |
| 1. | «Neva Get Enuf» (LP Version)  |              |
| 2. | «Neva Get Enuf» (No Rap Edit) |              |
| 3. | «Neva Get Enuf» (A Cappella)  |              |

## Официальные версии и ремиксы
1. «Neva Get Enuf» (Call Out Hook)
2. «Neva Get Enuf» (Instrumental)
3. «Neva Get Enuf» (The Spa Remix)